# Prashant N. Nanda
Prashant N. Nanda (* vor 1925; † nach 1926) war ein indischer Tischtennisspieler von Weltklasseformat. Mitte 1925/26 gewann er in Europa mehrere internationale Turniere.
Viel ist über Prashant N. Nanda nicht bekannt. Der Student unternahm Mitte der 1920er Jahre eine Europatournee. 1925 gewann er die Internationale Meisterschaft von England vor dem Deutschen Hans-Georg Lindenstaedt. Danach siegte er in Berlin bei den Internationalen Deutschen Meisterschaften. Noch vor Beginn der ersten Weltmeisterschaft in London im Dezember 1926 kehrte er nach Indien zurück.

„Nanda ist aalglatt, gewandt und von feurigem Temperament besessen. Er erwischt jeden Ball, um ihn dann wie ein geölter Blitz unhaltbar hineinzuknallen. Unerreichbar seine mannigfaltig geschnittenen Angaben.“